# Panongan (Sedong)
Panongan is een bestuurslaag in het regentschap Cirebon van de provincie West-Java, Indonesië. Panongan telt 4027 inwoners (volkstelling 2010).